# 下北澤站

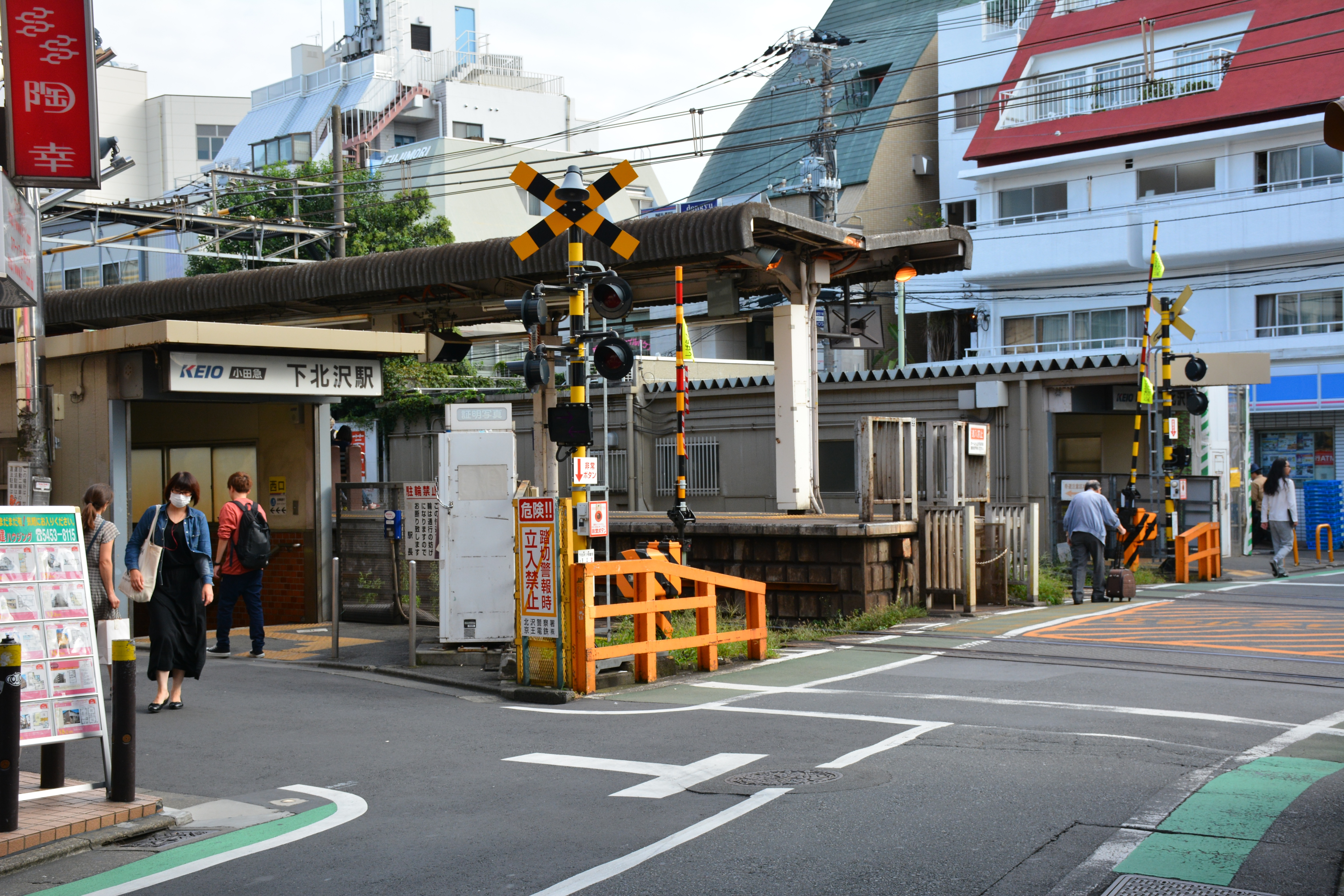
西口（2016年10月7日）

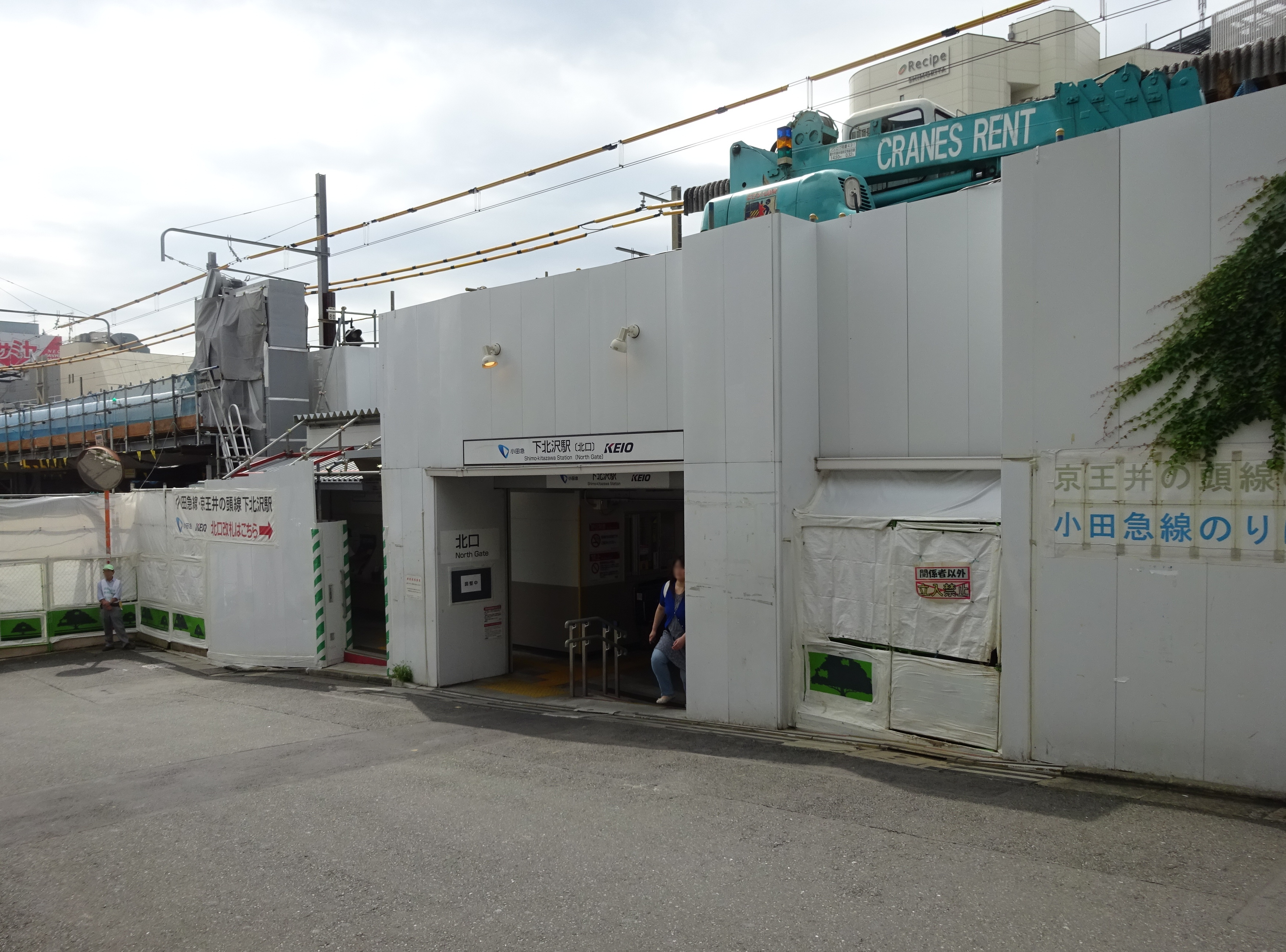
北口（2015年9月5日）

下北澤站（日语：／ Shimo-kitazawa eki */?）是一個位於東京都世田谷區北澤二丁目，屬於京王電鐵、小田急電鐵的鐵路車站。此站有京王電鐵的井之頭線與小田急電鐵的小田原線停靠，是兩間公司的共同使用站。
由於鐵路連結了新宿與澀谷兩大繁華街，本站周邊的下北澤也形成通稱「下北」（シモキタ）的商業區。

## 停靠路線
小田急電鐵小田原線與京王電鐵井之頭線兩路線停靠。京王電鐵屬井之頭南管區。
- 小田急電鐵： 小田原線 - 車站編號「OH07」
- 京王電鐵： 井之頭線 - 車站編號「IN05」

## 歷史
- 1927年（昭和2年）4月1日：小田原急行鐵道小田原線的下北澤站啟用。
- 1933年（昭和8年）8月1日：帝都電鐵的下北澤站啟用。
- 1937年（昭和12年）9月1日：小田急的直通列車停靠站。
- 1940年（昭和15年）5月1日：帝都電鐵與同為鬼怒川水力電氣系統下的小田原急行鐵道合併，成為該公司的帝都線。
- 1941年（昭和16年）3月1日：鬼怒川水力電氣與小田原急行鐵道合併成小田急電鐵。
- 1942年（昭和17年）5月1日：被東京橫濱電鐵合併，成為東京急行電鐵（大東急）的車站之一。另外帝都線改名為井之頭線。
- 1945年（昭和20年）6月：過去於小田原線僅行駛新宿站－稻田登戶站（現・向丘遊園站）區間的普通列車更改為全線運行，並廢止直通列車。
- 1946年（昭和21年）10月1日：小田原線新設「準急行」列車並停靠此站。
- 1948年（昭和23年）
  - 6月1日：東京急行電鐵解體，小田原線由小田急電鐵經營、井之頭線由京王帝都電鐵（於1998年改名京王電鐵）經營。
  - 9月：小田原線新設「櫻準急」列車並停靠此站。
- 1949年（昭和24年）10月1日：小田原線「急行」恢復行駛並停靠此站。
- 1955年（昭和30年）3月25日：小田原線新設「通勤急行」並停靠此站。
- 1957年（昭和32年）：小田原線新設僅於夏季運行的「快速急行」並停靠此站。該列車為紓解前往海水浴場的乘客人潮而增設之臨時列車，與2012年開始運行的快速急行列車沒有關連。
- 1960年（昭和35年）3月25日：小田原線新設「通勤準急」並停靠此站。到這段時間為止，當站上下車人次為小田急電鐵所屬車站中排名第二，僅次於新宿站。
- 1964年（昭和39年）11月5日：小田原線新設「快速準急」並停靠此站。
- 1971年（昭和46年）12月15日：井之頭線新設「急行」並停靠此站。
- 2002年（平成14年）3月23日：小田原線新設「湘南急行」「多摩急行」並停靠此站[3]。
- 2004年（平成16年）
  - 9月：小田急線交通立體化、複複線化工程動工[4]。
  - 12月11日：小田原線新設「快速急行」「區間準急」並停靠此站[5]。「湘南急行」廢止，取而代之的是「快速急行」列車[5]。
- 2013年（平成25年）：依據東京都市計畫都市高速鐵道事業第九號線之規劃、東北澤站 - 世田谷代田站區間地下化[6][7]。
- 2016年（平成28年）3月26日：小田原線廢除區間準急[8]。
- 2018年（平成30年）
  - 3月3日：小田原線代代木上原站－梅丘站間複複線化，緩行線月台啟用[9]。
  - 3月17日：小田原線改點，成為通勤急行、通勤準急停靠站[10]。多摩急行廢止[10]。
- 2019年（平成31年，令和元年）
  - 3月16日：小田原线和井之头线检票口分离，各自开设了中央检票口[11][12][13]。
  - 3月30日：缓行线月台安装完成半隔离门[14]。
  - 11月1日：小田急站内开设商业设施「SHIMOKITA EKIUE」（シモキタエキウエ）[15]。
- 2020年（令和2年）12月中旬：小田急線急行線月台門啟用[16]。
- 2021年（令和3年）12月12日：井之頭線2號線月台門啟用[17]。
- 2022年（令和4年）3月30日：井之頭線高架下商業設施「Mikan下北（日语：ミカン下北）」啟用[18][19]。同年7月28日正式開幕[20]。

### 站名由來
1927年開業時，當地位於世田谷町下北澤因而得名。下北澤是近代下北澤村演變而來的大字，也與上游的上北澤村（現世田谷區上北澤及櫻上水等）相對，下北澤現在非實際行政地名，當地屬世田谷區北澤。

## 車站結構
小田急小田原線與京王井之頭線於本站立體交匯。小田急是地下車站，京王是高架車站。小田急地下化所產生的空間開發成商業空間「下北線路街」。
開設井之頭線的帝都電鐵原為小田急集團旗下一員，於第二次世界大戰時期隨著小田急電鐵被併入東京急行電鐵（大東急）。戰後由於大東急的解體，小田急電鐵與京王帝都電鐵（現京王電鐵）分割獨立成為個別公司，2019年3月15日以前兩公司之間的連絡通路未設剪票口。
小田急中央口、東口、西南口由小田急電鐵所管理，西口、京王中央口則由京王電鐵負責管理。在付費區分離以前，站內公告的時刻表、票價表等版面樣式，皆使用該站口的管理公司設計，另由於站內通道共通，驗票閘口可使用小田急、京王兩家公司的車票。

### 小田急電鐵
2013年3月23日地下化，當時月台位於地下3樓，為島式月台1面2線構造。2018年3月3日完成複複線後，原月台改為急行線月台，地下2樓新建緩行線月台。2018年3月3日至3月16日，各站停車使用緩行線，其他列車使用急行線。3月17日以後，通勤準急、準急、各站停車與千代田線直通列車的上行急行及始發至六點、0點10分至末班車的急行使用緩行線，其他列車使用急行線。所有月台皆設有月台門，但急行線月台目前未使用。
本次施工，緩行線採明挖工法，急行線採雙圓式潛盾工法。
透過地面大廳可站內轉乘京王井之頭線。
2017年10月28日，世田谷代田站側新設西南口，南口在2018年3月24日廢止。隔日3月25日起，原來京王管轄的北口轉由小田急管轄。2019年3月將新設東口與小田急中央口（北口廢止）。
本站是車站站長的所在車站，隸屬於「成城學園前管區」，負責東北澤站至經堂站之間各站的管理。
列車資訊顯示器在地下化後更新為全彩LCD式。

#### 月台配置

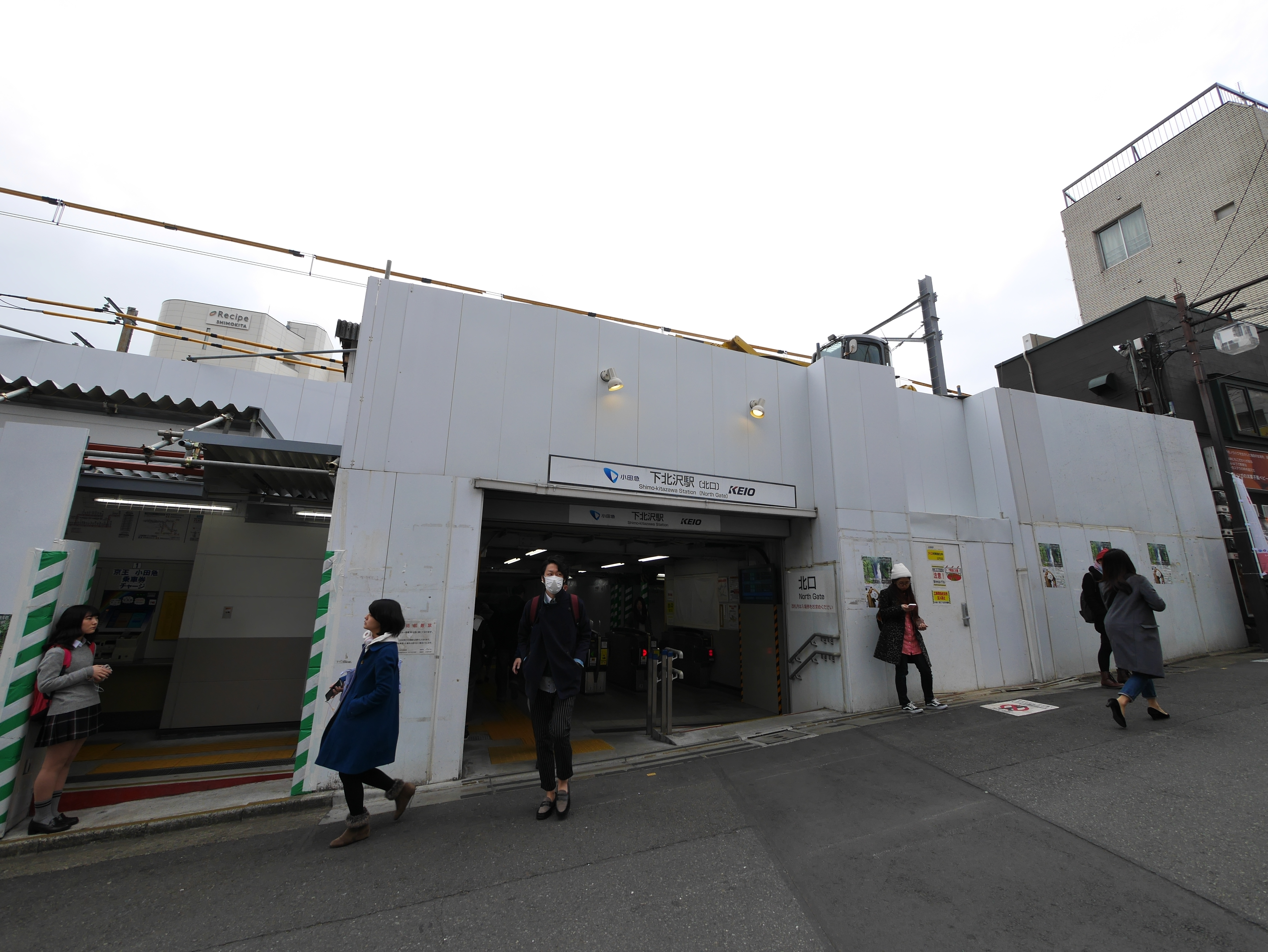
移交给小田急前的北口（2016年3月6日）

| 月台 | 路線     | 方向 | 軌道                                                                                 | 目的地                 |
| ---- | -------- | ---- | ------------------------------------------------------------------------------------ | ---------------------- |
| 1    | 小田原線 | 下行 | ■急行線 ■快速急行線 □通勤急行線（地下2樓）                                           | 小田原、片瀨江之島方向 |
| 2    | 小田原線 | 上行 | ■急行線 ■快速急行線 □通勤急行線（地下2樓）                                           | 新宿方向               |
| 3    | 小田原線 | 下行 | ■各駅停車線 ■準急線 □通勤準急線 ■急行線（上行東京地下鐵千代田線直通運轉）（地下1樓） | 小田原、片瀨江之島方向 |
| 4    | 小田原線 | 上行 | ■各駅停車線 ■準急線 □通勤準急線 ■急行線（上行東京地下鐵千代田線直通運轉）（地下1樓） | 新宿、 千代田線方向    |

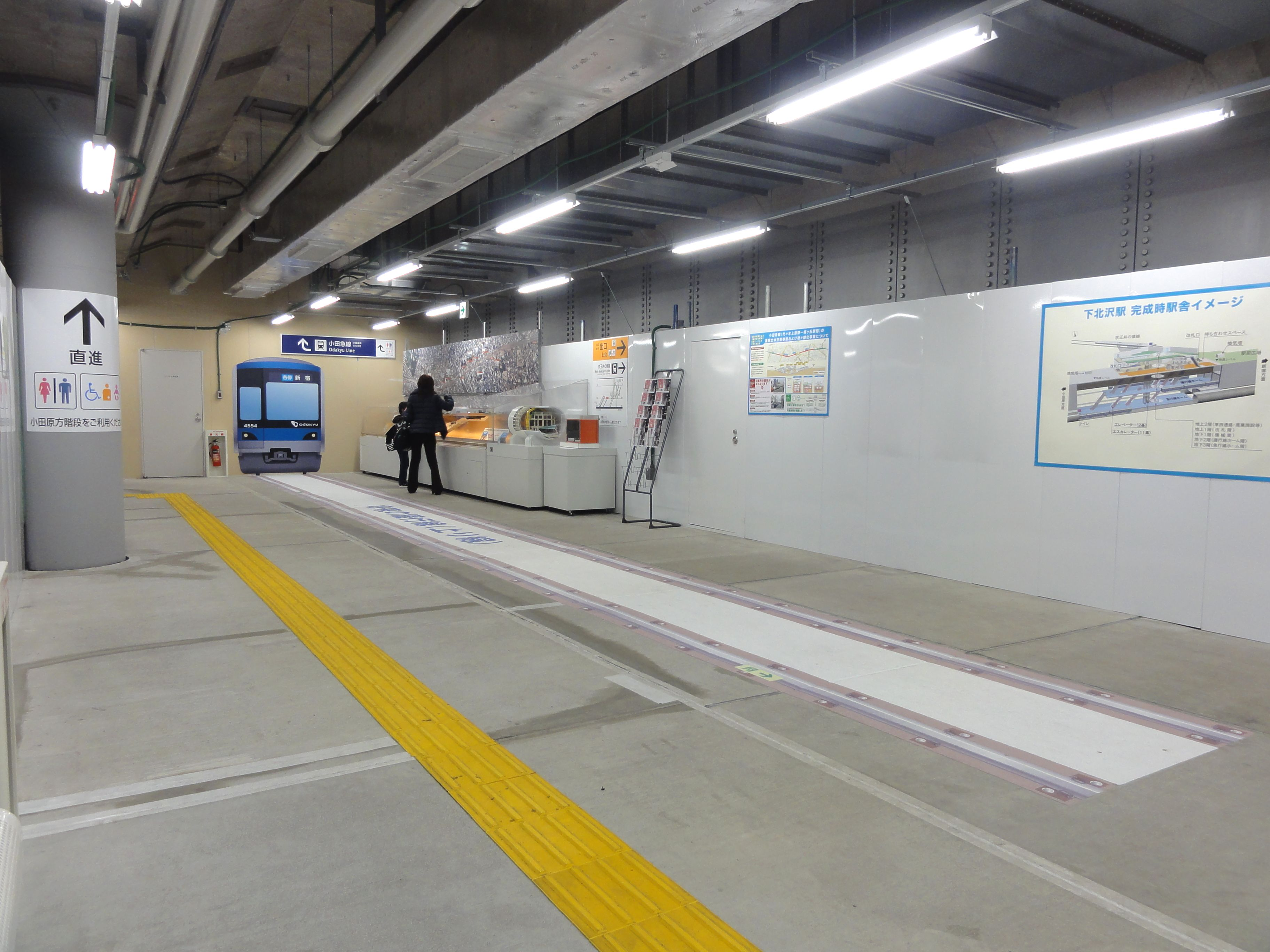
複複線化前的地下2樓緩行線預定地（2013年4月20日）
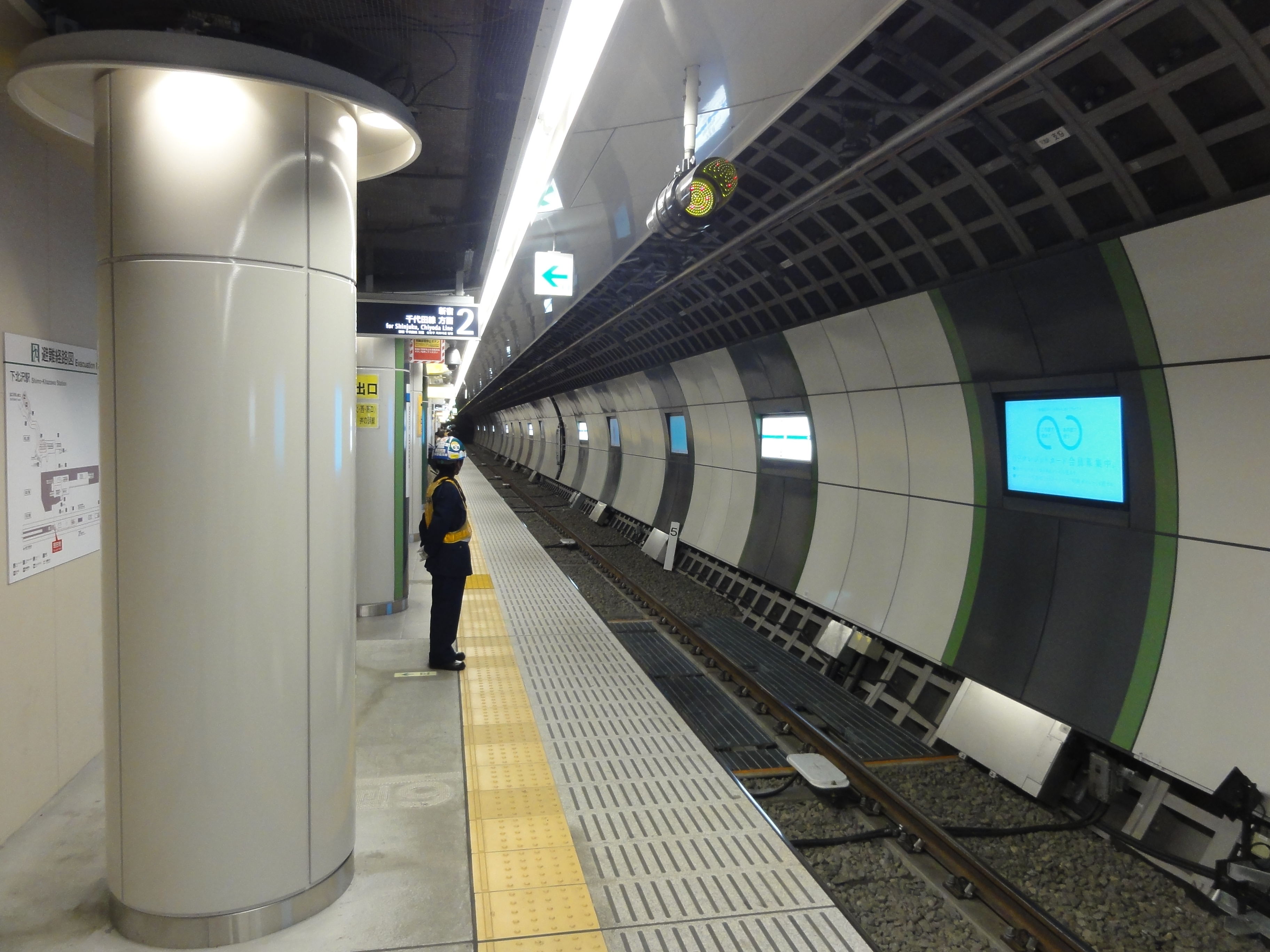
複複線化前的地下3樓2號月台（2013年4月20日）
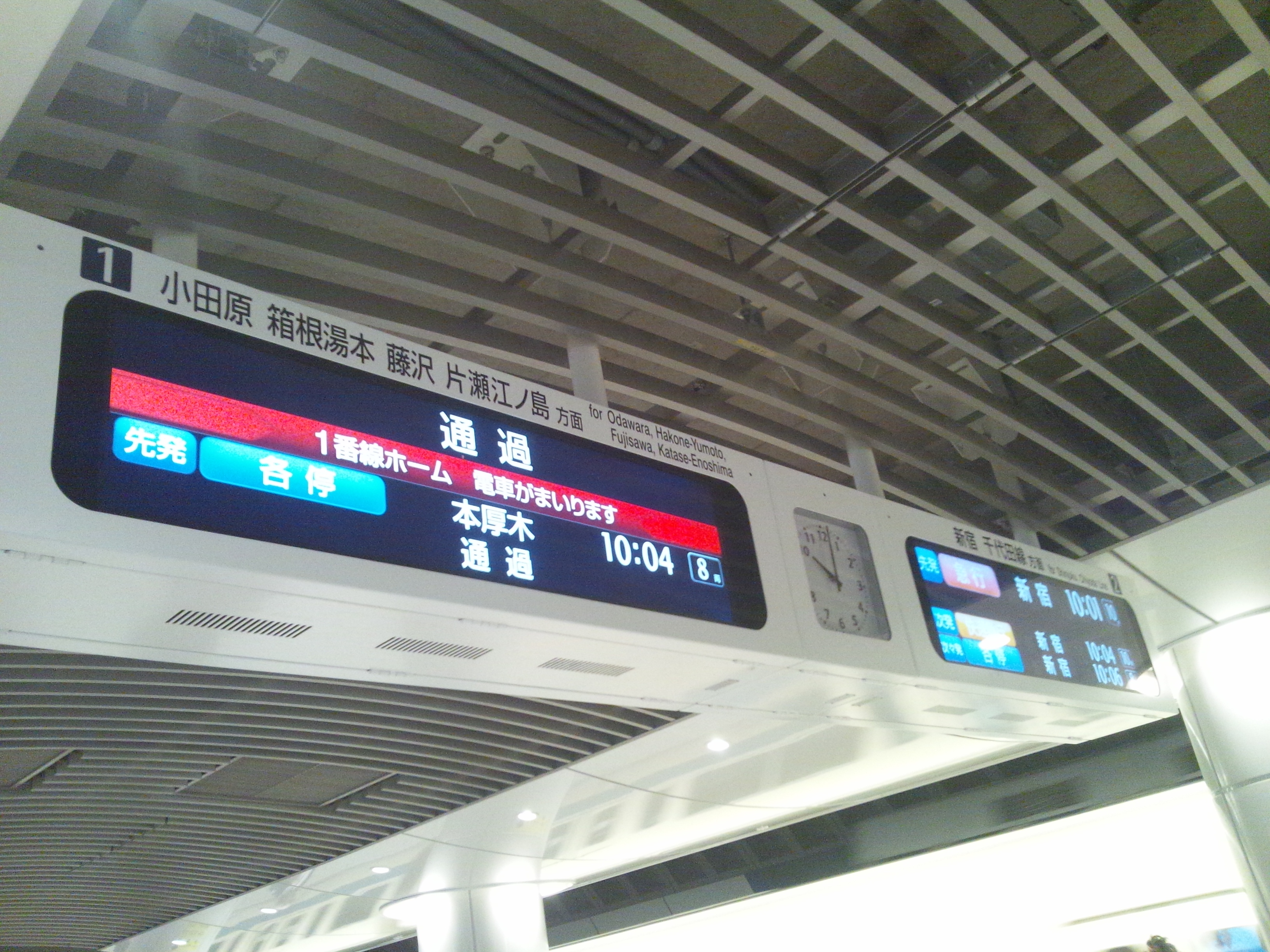
月台的全彩LCD式顯示器（2013年4月18日）
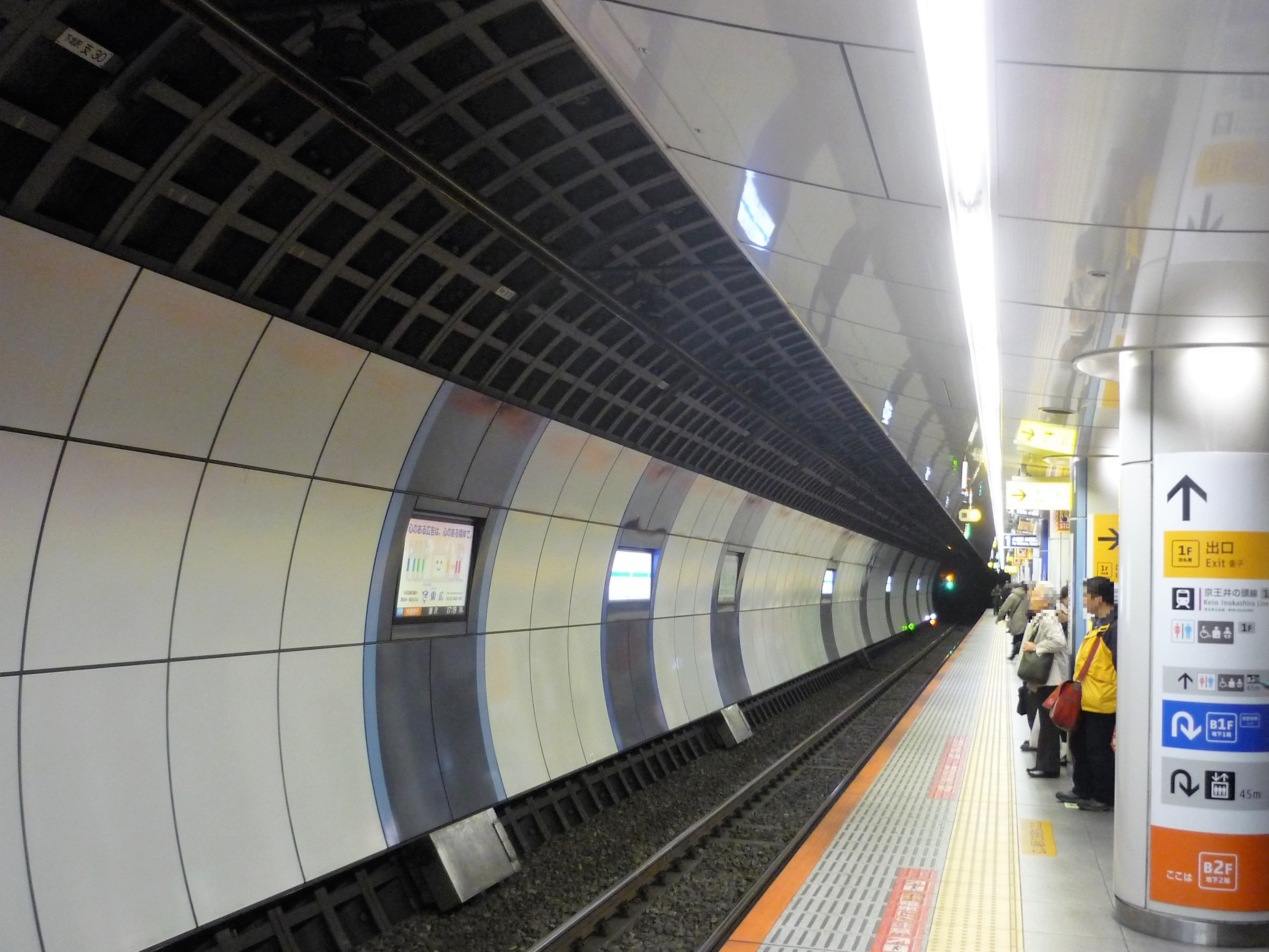
複複線化後的地下3樓1號月台（2018年3月）
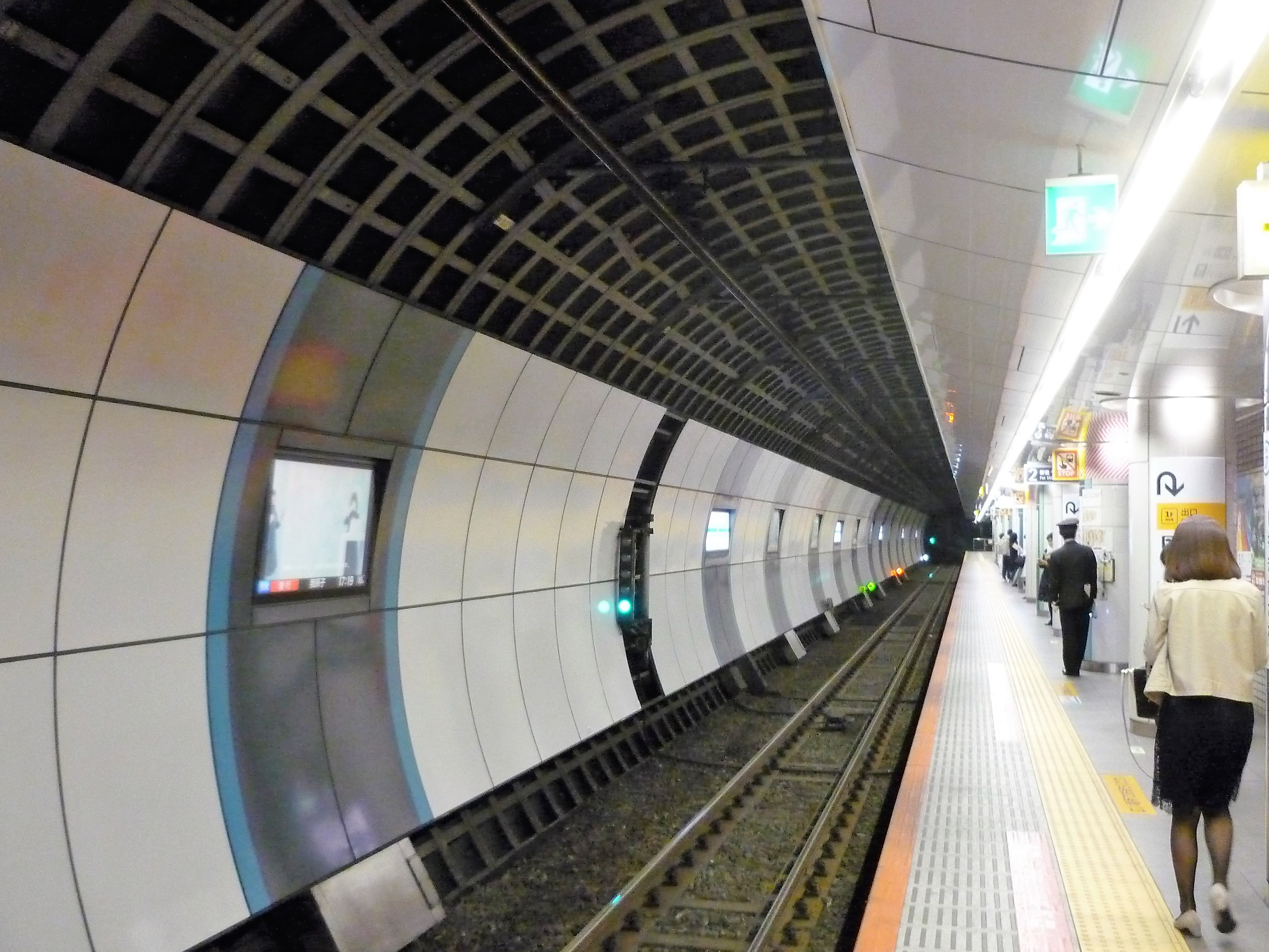
複複線化後的地下3樓2號月台（2018年3月）
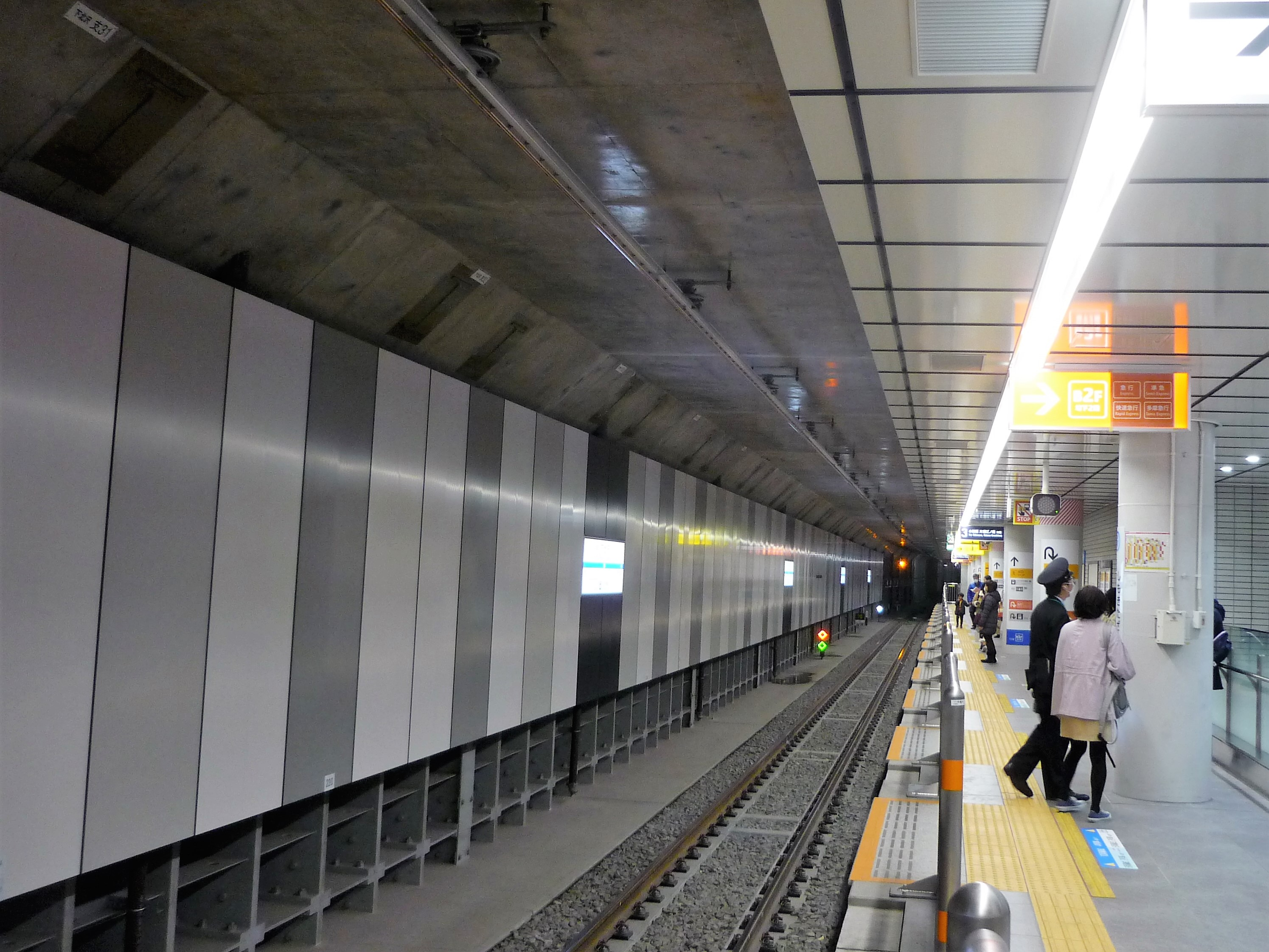
複複線化後的地下3樓3號月台（2018年3月）
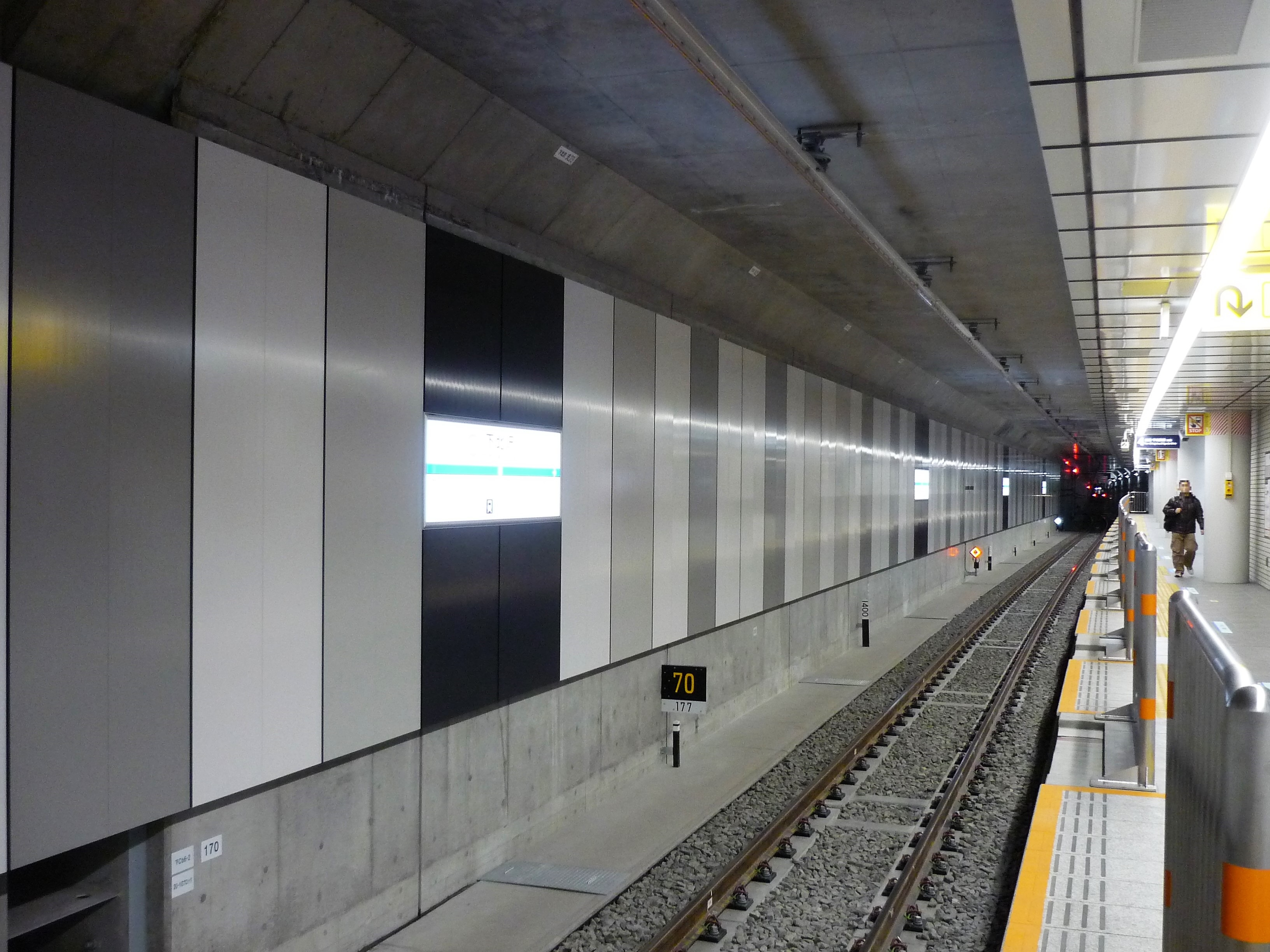
複複線化後的地下3樓4號月台（2018年3月）

#### 地面車站時代

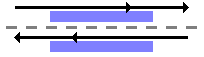
地面車站的小田急下北澤站月台配置 左：新宿方向

2013年3月22日以前的地面車站時代，是方向別單式月台2面2線構造。下行線月台設在上下線之間。開業當時是採用島式月台設計，之後才新設獨立的上行月台。
南口、北口與付費區外大廳之間設有電梯，但付費區內沒有電扶梯或電梯通往月台。
一般來說，本站先發列車會先抵達新宿站，但在早晨尖峰時刻或誤點時，後發的優等列車會比先發的各站停車會先停在新宿站地下月台前，讓後發的優等列車先行進入地面月台，提早抵達新宿站。

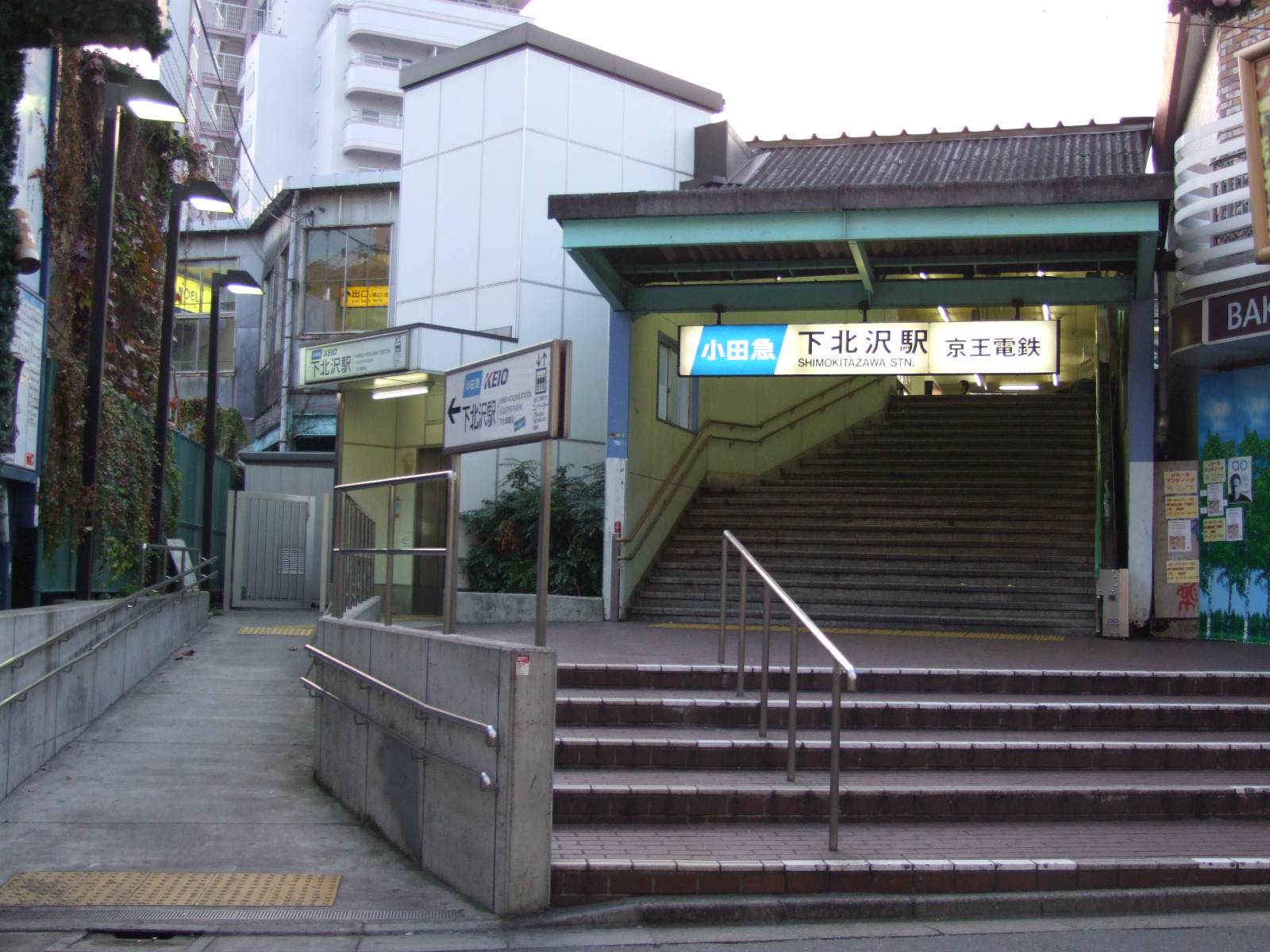
舊北口（2007年12月3日）
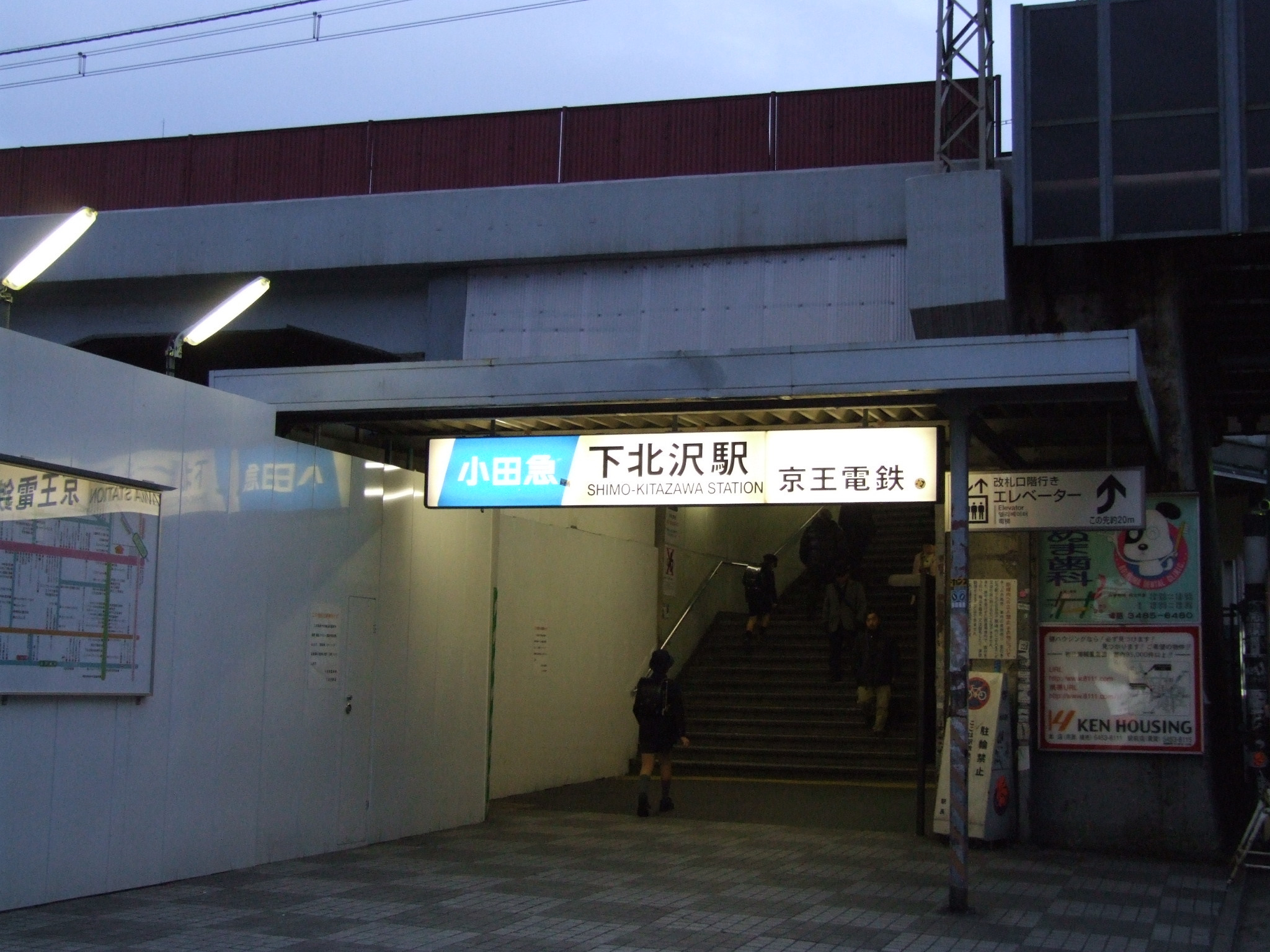
舊南口（2007年11月30日）
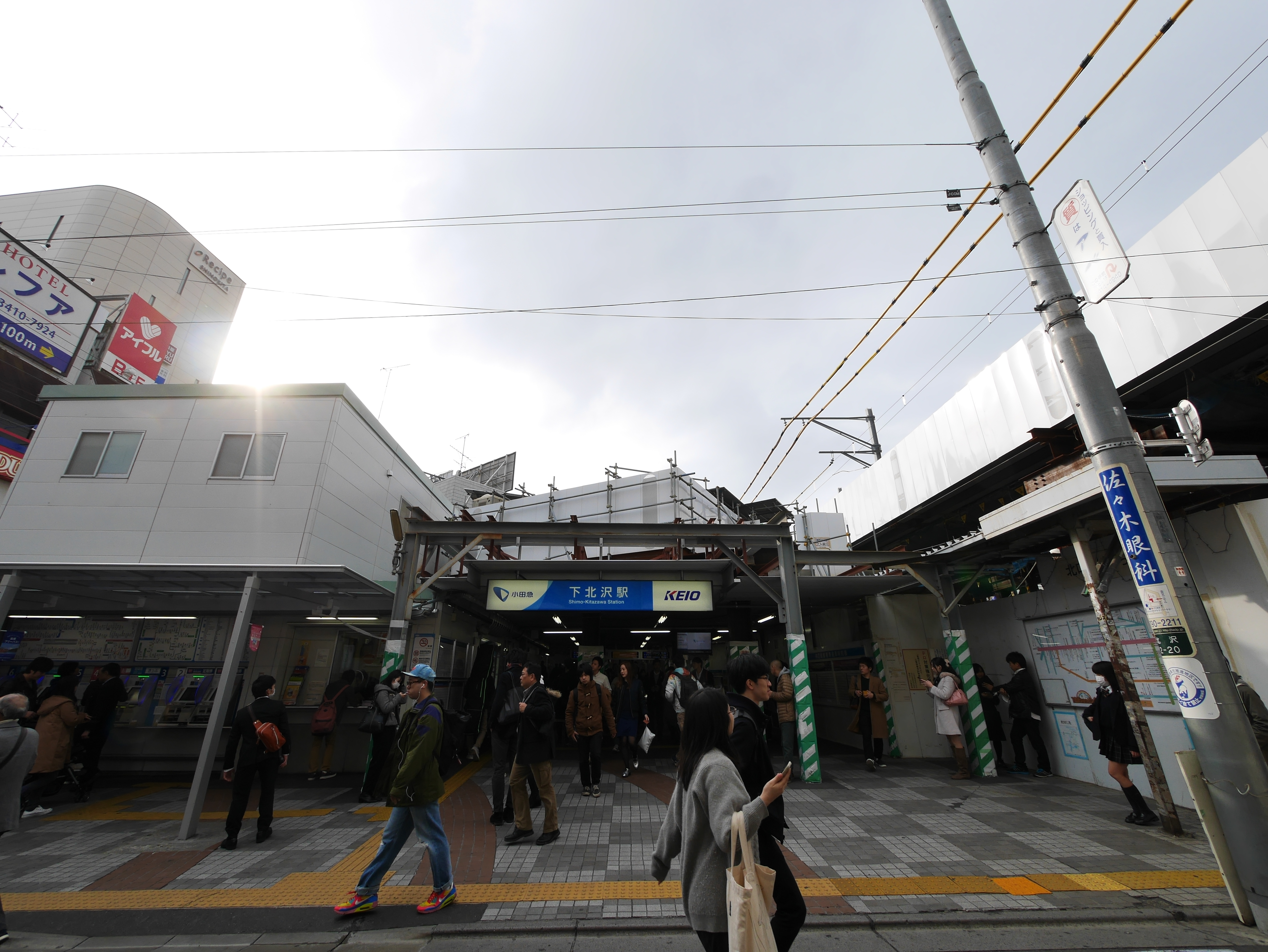
废止前的南口（2016年3月6日）

#### 其他特色
本站與新宿站一樣在月台設有發車警示鈴，但是通常僅在末班車及人潮擁擠等狀況才會使用。

### 京王電鐵
島式月台1面2線高架車站。吉祥寺端的月台與地表同高，月台尾端即為該線與一般道路交叉的平交道。
月台直通西口，閘口位於於地下通道內。閘口外雖設有男女共用洗手間，但不是無障礙設施。目前的聯絡通道皆使用一般步行階梯，因應小田急車站的改建工程，車站通道亦進行了擴建工程，並在2015年設置電梯。
月台電扶梯分別在2018年1月31日（一座上行專用）、7月8日啟用（上下行各1座）。
過去京王管轄的北口從2018年3月25日起由小田急管轄，京王僅管轄西口。2019年3月將在小田急側（東側）開設京王中央口（廢止北口）。
與鄰站的池之上站距離600m、新代田站僅距離500m。

#### 月台配置
| 月台 | 路線     | 方向 | 目的地                             |
| ---- | -------- | ---- | ---------------------------------- |
| 1    | 井之頭線 | 下行 | 明大前、永福町、久我山、吉祥寺方向 |
| 2    | 井之頭線 | 上行 | 澀谷方向                           |

## 使用狀況
- 小田急電鐵 - 2017年度1日平均上下車人次為115,658人[利用客数 1]。
小田急電鐵車站是全部70個車站當中排行第11位。
- 京王電鐵 - 2017年度1日平均上下車人次為114,367人[利用客数 2]。
京王電鐵車站次於新宿站、澀谷站、吉祥寺站、調布站排行第4位。

2013年度與2014年度本站使用人次大幅減少。

### 各年度1日平均上下車人次
各年度1日平均上下車人次如下。
| 年度               | 小田急電鐵         | 小田急電鐵 | 京王電鐵           | 京王電鐵     |
| 年度               | 1日平均 上下車人次 | 增長率     | 1日平均 上下車人次 | 增長率       |
| ------------------ | ------------------ | ---------- | ------------------ | ------------ |
| 1928年（昭和03年） | 2,568              |            |                    |              |
| 1930年（昭和05年） | 5,020              |            |                    |              |
| 1935年（昭和10年） | 7,386              |            |                    |              |
| 1940年（昭和15年） | 15,190             |            |                    |              |
| 1946年（昭和21年） | 24,051             |            |                    |              |
| 1950年（昭和25年） | 36,094             |            |                    |              |
| 1955年（昭和30年） | 46,700             |            | 67,517             |              |
| 1960年（昭和35年） | 62,834             |            | 60,930             |              |
| 1961年（昭和36年） | 69,337             | 10.3%      | 66,895             | 9.8%         |
| 1962年（昭和37年） | 75,405             | 8.8%       | 72,132             | 7.8%         |
| 1963年（昭和38年） | 75,892             | 0.6%       | 72,661             | 0.7%         |
| 1964年（昭和39年） | 80,743             | 6.4%       | 77,156             | 6.2%         |
| 1965年（昭和40年） | 84,088             | 4.1%       | 80,556             | 4.4%         |
| 1966年（昭和41年） | 89,118             | 6.0%       | 83,788             | 4.0%         |
| 1967年（昭和42年） | 94,929             | 6.5%       | 87,160             | 4.0%         |
| 1968年（昭和43年） | 100,603            | 6.0%       | 93,594             | 7.4%         |
| 1969年（昭和44年） | 112,127            | 11.5%      | 102,583            | 9.6%         |
| 1970年（昭和45年） | 121,567            | 8.4%       | 104,752            | 2.1%         |
| 1971年（昭和46年） | 122,840            | 1.0%       | 212,760            | [ 來源請求 ] |
| 1972年（昭和47年） | 127,661            | 3.9%       | 109,891            |              |
| 1973年（昭和48年） | 129,864            | 1.7%       | 115,056            | 4.7%         |
| 1974年（昭和49年） | 129,956            | 0.1%       | 118,132            | 2.7%         |
| 1975年（昭和50年） | 129,170            | −0.6%      | 118,541            | 0.3%         |
| 1976年（昭和51年） | 129,450            | 0.2%       | 122,380            | 3.2%         |
| 1977年（昭和52年） | 133,665            | 3.3%       | 125,143            | 2.3%         |
| 1978年（昭和53年） | 131,582            | −1.6%      | 122,255            | −2.3%        |
| 1979年（昭和54年） | 132,789            | 0.9%       | 121,455            | −0.7%        |
| 1980年（昭和55年） | 135,768            | 2.2%       | 121,334            | −0.1%        |
| 1981年（昭和56年） | 133,990            | −1.3%      | 128,481            | 5.9%         |
| 1982年（昭和57年） | 135,032            | 0.8%       | 129,597            | 0.9%         |
| 1983年（昭和58年） | 138,508            | 2.6%       | 131,902            | 1.8%         |
| 1984年（昭和59年） | 136,956            | −1.1%      | 134,059            | 2.0%         |
| 1985年（昭和60年） | 139,200            | 1.6%       | 136,371            | 1.7%         |
| 1986年（昭和61年） | 142,511            | 2.4%       | 139,132            | 2.0%         |
| 1987年（昭和62年） | 143,174            | 0.5%       | 140,164            | 0.7%         |
| 1988年（昭和63年） | 144,570            | 1.0%       | 146,035            | 4.2%         |
| 1989年（平成元年） | 143,082            | −1.0%      | 148,180            | 1.5%         |
| 1990年（平成02年） | 144,689            | 1.1%       | 148,131            | 0.0%         |
| 1991年（平成03年） | 145,762            | 0.7%       | 150,907            | 1.9%         |
| 1992年（平成04年） | 142,556            | −2.2%      | 146,365            | −3.0%        |
| 1993年（平成05年） | 139,235            | −2.3%      | 143,387            | −2.0%        |
| 1994年（平成06年） | 137,401            | −1.3%      | 141,243            | −1.5%        |
| 1995年（平成07年） | 135,014            | −1.7%      | 139,724            | −1.1%        |
| 1996年（平成08年） | 132,145            | −2.1%      | 135,373            | −3.1%        |
| 1997年（平成09年） | 130,790            | −1.0%      | 132,215            | −2.3%        |
| 1998年（平成10年） | 131,884            | 0.8%       | 133,063            | 0.6%         |
| 1999年（平成11年） | 132,383            | 0.4%       | 132,343            | −0.5%        |
| 2000年（平成12年） | 132,404            | 0.0%       | 131,925            | −0.3%        |
| 2001年（平成13年） | 132,644            | 0.2%       | 130,586            | −1.0%        |
| 2002年（平成14年） | 129,835            | −2.1%      | 127,653            | −2.2%        |
| 2003年（平成15年） | 128,777            | −0.8%      | 127,787            | 0.1%         |
| 2004年（平成16年） | 126,365            | −1.9%      | 126,487            | −1.0%        |
| 2005年（平成17年） | 127,048            | 0.5%       | 126,961            | 0.4%         |
| 2006年（平成18年） | 129,432            | 1.9%       | 127,832            | 0.7%         |
| 2007年（平成19年） | 135,339            | 4.6%       | 132,460            | 3.6%         |
| 2008年（平成20年） | 135,225            | −0.1%      | 132,500            | 0.0%         |
| 2009年（平成21年） | 134,163            | −0.8%      | 131,441            | −0.8%        |
| 2010年（平成22年） | 131,992            | −1.6%      | 128,860            | −2.0%        |
| 2011年（平成23年） | 130,794            | −0.9%      | 127,124            | −1.3%        |
| 2012年（平成24年） | 132,350            | 1.2%       | 129,558            | 1.9%         |
| 2013年（平成25年） | 121,009            | −8.6%      | 118,883            | −8.2%        |
| 2014年（平成26年） | 114,669            | −5.2%      | 114,056            | −4.1%        |
| 2015年（平成27年） | 114,118            | −0.5%      | 114,269            | 0.2%         |
| 2016年（平成28年） | 114,922            | 0.7%       | 114,452            | 0.2%         |
| 2017年（平成29年） | 115,658            | 0.6%       | 114,367            | −0.1%        |

### 各年度1日平均上車人次（1927年－1935年）
各年度1日平均上車人次如下表。
| 年度               | 小田原 急行鐵道 | 帝都電鐵 | 來源             |
| ------------------ | --------------- | -------- | ---------------- |
| 1927年（昭和02年） | 983             | 未開業   | [ 東京府統計 1 ] |
| 1928年（昭和03年） | 1,297           | 未開業   | [ 東京府統計 2 ] |
| 1929年（昭和04年） | 2,095           | 未開業   | [ 東京府統計 3 ] |
| 1930年（昭和05年） | 2,518           | 未開業   | [ 東京府統計 4 ] |
| 1931年（昭和06年） | 2,774           | 未開業   | [ 東京府統計 5 ] |
| 1932年（昭和07年） | 2,881           | 未開業   | [ 東京府統計 6 ] |
| 1933年（昭和08年） | 2,869           | 2,090    | [ 東京府統計 7 ] |
| 1934年（昭和09年） | 3,342           | 2,629    | [ 東京府統計 8 ] |
| 1935年（昭和10年） | 3,675           | 3,301    | [ 東京府統計 9 ] |

### 各年度1日平均上車人次（1956年－2000年）
各年度1日平均上車人次如下表。
| 年度               | 小田急電鐵 | 京王電鐵 | 來源              |
| ------------------ | ---------- | -------- | ----------------- |
| 1956年（昭和31年） | 24,941     | 22,751   | [ 東京都統計 1 ]  |
| 1957年（昭和32年） | 27,380     | 25,989   | [ 東京都統計 2 ]  |
| 1958年（昭和33年） | 29,619     | 10,170   | [ 東京都統計 3 ]  |
| 1959年（昭和34年） | 29,176     | 27,278   | [ 東京都統計 4 ]  |
| 1960年（昭和35年） | 30,842     | 29,247   | [ 東京都統計 5 ]  |
| 1961年（昭和36年） | 33,625     | 32,335   | [ 東京都統計 6 ]  |
| 1962年（昭和37年） | 36,933     | 35,188   | [ 東京都統計 7 ]  |
| 1963年（昭和38年） | 37,434     | 35,929   | [ 東京都統計 8 ]  |
| 1964年（昭和39年） | 39,783     | 38,246   | [ 東京都統計 9 ]  |
| 1965年（昭和40年） | 41,213     | 39,867   | [ 東京都統計 10 ] |
| 1966年（昭和41年） | 43,546     | 41,727   | [ 東京都統計 11 ] |
| 1967年（昭和42年） | 46,458     | 43,146   | [ 東京都統計 12 ] |
| 1968年（昭和43年） | 49,441     | 46,784   | [ 東京都統計 13 ] |
| 1969年（昭和44年） | 54,439     | 51,075   | [ 東京都統計 14 ] |
| 1970年（昭和45年） | 57,301     | 53,359   | [ 東京都統計 15 ] |
| 1971年（昭和46年） | 57,978     | 53,443   | [ 東京都統計 16 ] |
| 1972年（昭和47年） | 60,353     | 53,948   | [ 東京都統計 17 ] |
| 1973年（昭和48年） | 62,616     | 56,578   | [ 東京都統計 18 ] |
| 1974年（昭和49年） | 64,855     | 57,438   | [ 東京都統計 19 ] |
| 1975年（昭和50年） | 64,374     | 58,328   | [ 東京都統計 20 ] |
| 1976年（昭和51年） | 64,077     | 59,299   | [ 東京都統計 21 ] |
| 1977年（昭和52年） | 66,025     | 60,704   | [ 東京都統計 22 ] |
| 1978年（昭和53年） | 64,468     | 59,096   | [ 東京都統計 23 ] |
| 1979年（昭和54年） | 64,519     | 60,339   | [ 東京都統計 24 ] |
| 1980年（昭和55年） | 65,151     | 57,630   | [ 東京都統計 25 ] |
| 1981年（昭和56年） | 66,326     | 58,003   | [ 東京都統計 26 ] |
| 1982年（昭和57年） | 66,759     | 58,156   | [ 東京都統計 27 ] |
| 1983年（昭和58年） | 68,388     | 59,003   | [ 東京都統計 28 ] |
| 1984年（昭和59年） | 68,099     | 60,258   | [ 東京都統計 29 ] |
| 1985年（昭和60年） | 69,485     | 61,334   | [ 東京都統計 30 ] |
| 1986年（昭和61年） | 71,203     | 62,833   | [ 東京都統計 31 ] |
| 1987年（昭和62年） | 71,539     | 55,500   | [ 東京都統計 32 ] |
| 1988年（昭和63年） | 71,712     | 65,600   | [ 東京都統計 33 ] |
| 1989年（平成元年） | 71,119     | 66,225   | [ 東京都統計 34 ] |
| 1990年（平成02年） | 71,885     | 66,929   | [ 東京都統計 35 ] |
| 1991年（平成03年） | 72,322     | 68,183   | [ 東京都統計 36 ] |
| 1992年（平成04年） | 71,148     | 66,337   | [ 東京都統計 37 ] |
| 1993年（平成05年） | 69,570     | 64,964   | [ 東京都統計 38 ] |
| 1994年（平成06年） | 68,652     | 64,085   | [ 東京都統計 39 ] |
| 1995年（平成07年） | 67,437     | 63,306   | [ 東京都統計 40 ] |
| 1996年（平成08年） | 65,904     | 61,638   | [ 東京都統計 41 ] |
| 1997年（平成09年） | 63,879     | 60,047   | [ 東京都統計 42 ] |
| 1998年（平成10年） | 64,200     | 60,499   | [ 東京都統計 43 ] |
| 1999年（平成11年） | 64,249     | 59,713   | [ 東京都統計 44 ] |
| 2000年（平成12年） | 64,455     | 60,068   | [ 東京都統計 45 ] |

### 各年度1日平均上車人次（2001年以後）
| 年度               | 小田急電鐵 | 京王電鐵 | 來源              |
| ------------------ | ---------- | -------- | ----------------- |
| 2001年（平成13年） | 64,344     | 59,614   | [ 東京都統計 46 ] |
| 2002年（平成14年） | 62,950     | 58,400   | [ 東京都統計 47 ] |
| 2003年（平成15年） | 62,527     | 59,396   | [ 東京都統計 48 ] |
| 2004年（平成16年） | 61,866     | 59,244   | [ 東京都統計 49 ] |
| 2005年（平成17年） | 62,195     | 59,866   | [ 東京都統計 50 ] |
| 2006年（平成18年） | 63,285     | 60,734   | [ 東京都統計 51 ] |
| 2007年（平成19年） | 66,208     | 63,951   | [ 東京都統計 52 ] |
| 2008年（平成20年） | 66,622     | 64,742   | [ 東京都統計 53 ] |
| 2009年（平成21年） | 66,293     | 64,334   | [ 東京都統計 54 ] |
| 2010年（平成22年） | 65,263     | 63,255   | [ 東京都統計 55 ] |
| 2011年（平成23年） | 64,708     | 62,287   | [ 東京都統計 56 ] |
| 2012年（平成24年） | 65,468     | 63,685   | [ 東京都統計 57 ] |
| 2013年（平成25年） | 59,915     | 58,249   | [ 東京都統計 58 ] |
| 2014年（平成26年） | 56,909     | 55,871   | [ 東京都統計 59 ] |
| 2015年（平成27年） | 56,742     | 56,142   | [ 東京都統計 60 ] |
| 2016年（平成28年） | 57,040     | 56,570   | [ 東京都統計 61 ] |

備註
1. ↑  1927年4月1日開業。
2. ↑  1933年8月11日開業。

## 車站周邊
- 世田谷區役所（日语：世田谷区役所）北澤總合支所
  - 北澤區民會館（日语：北沢タウンホール）
- 醫療法人社團文壽會福原醫院
- 東京消防廳第三消防方面本部（日语：東京消防庁第三消防方面本部）世田谷消防署北澤出張所
- 世田谷北澤郵便局
- 世田谷代澤郵便局
- 下北澤成德高等學校（日语：下北沢成徳高等学校）
- 北澤八幡宮（日语：北沢八幡宮）
- 天主教世田谷教會
- 日本拿撒勒人教團下北澤教會
- 日本基督教團頌榮教會
- 本多劇場集團（日语：本多劇場グループ）
- Recipe SHIMOKITA（日语：Recipe SHIMOKITA）
- Celtis駕駛學校（日语：セルティスドライビングスクール）

### 巴士路線
「下北澤站前」巴士站：距南口步行3分。以下路線由小田急城市巴士運行。
- 下61 - 北澤區民會館方向／駒澤陸橋方向

### 世田谷區劃街路10號線（站前廣場等）整備
由於站前空間狹小，難以規劃站前廣場，巴士站也無法設於站前，無法有效發揮公共交通節點機能。
因此，世田谷區配合小田急小田原線地下化及京王井之頭線高架橋改建，活用地下化後的小田急軌道空間，規劃在本站打造站前廣場以及南北步行空間。
整備事業預定在2021年度中期完工 。

## 站名由来
武藏野台地之中，位於水澤特別多的區域之北側、流域之下游位置，因此地名取為「下北澤」。現今行政地名並非「下北澤」，本站在行政區劃上屬世田谷區北澤。

## 相鄰車站
小田急電鐵
 小田原線
■快速急行
代代木上原（OH 05）－下北澤（OH 07）－登戶（OH 18）
□通勤急行（早晨時段上行）
代代木上原（OH 05）←下北澤（OH 07）←成城學園前（OH 14）
■急行（下行、平日18:00至21:00）
代代木上原（OH 05）→下北澤（OH 07）→成城學園前（OH 14）
■急行（上述以外列車）、□通勤準急、■準急
代代木上原（OH 05）－下北澤（OH 07）－經堂（OH 11）
■各站停車
東北澤（OH 06）－下北澤（OH 07）－世田谷代田（OH 08）
 京王電鐵
 井之頭線
■急行
澀谷（IN01）－下北澤（IN05）－明大前（IN08）
■各站停車
池之上（IN04）－下北澤（IN05）－新代田（IN06）
- 東京大學舉行中心試驗或入學考試時，急行列車會增停駒場東大前站。

## 相关條目
- 日本鐵路車站列表 Shi

## 外部連結
- 下北澤 - 小田急電鐵
- 下北澤 - 京王電鐵